# Hydropsyche occidentalis
Hydropsyche occidentalis là một loài Trichoptera trong họ Hydropsychidae. Chúng phân bố ở miền Tân bắc.